# Mitch Green
Mitchell Green est un boxeur américain né le 13 janvier 1957 Augusta, Géorgie. Il est connu en raison d'un combat de rue avec Mike Tyson à Harlem en 1988.

## Carrière amateur
En tant qu'amateur, il remporte les gants d'or de New York quatre fois (1976, 1977, 1979 et 1980) et présente un palmarès de 64 victoires (51 par KO) contre 7 défaites. Green gagne le championnat 1976 des poids lourds de Secondaire-Débutant et les championnats 1977, 1979 et 1980 ouverts aux poids lourds. Il s'incline en revanche face à Marvis Frazier lors des quarts de finale des épreuves olympiques cette année-là.

## Carrière professionnelle
Mitch Green entame sa carrière professionnelle en mettant KO au 1er round Jerry Foley le 8 novembre 1980. S'ensuit alors une dizaine de victoires par KO et quelques-unes aux points. Il commence à faire parler de lui mais il n'est pas très sérieux et a une mauvaise réputation sur le plan du comportement (en ayant tendance à insulter ses adversaires). En juillet 1985, considéré comme un espoir (15 victoires dont 10 par KO), il affronte Trevor Berbick dernier vainqueur de Mohamed Ali mais s'incline aux points. Il se relance en janvier 1986 en battant Percel Davis aux points.

### Combat contre Mike Tyson
Après un retour gagnant contre Percell Davis, Green signe pour affronter Mike Tyson en lui promettant un cachet de 50 000 dollars. Mais le jour de la pesée, on lui donne 30 000 dollars. Cela provoque sa colère et la conférence de presse d'avant combat dégénère après avoir découvert que Tyson recevrait 650 000 dollars. À l'époque, Green était classé no 7 par la WBC Tyson était classé no 8. Sentant que la différence de rémunération était injuste, Green dit qu'il n'allait pas se présenter pour le combat. José Torres (ex champion du monde et commissaire de la NYSAC) le menace alors de révoquer sa licence de boxe. Découragé, Mitch Green se présente au combat sans volonté et perd tous les rounds sans toutefois que Tyson ne parvienne à l'envoyer au tapis.
Deux ans plus tard, Tyson et Green se retrouvent de nouveau. Cette fois dans la rue en face de Dapper Dan's, une boutique de vêtements de nuit de Harlem. Green a entendu dire que Tyson était dans le quartier et se rend face à lui dans l'espoir d'obtenir une revanche. Une bagarre s'ensuit et Tyson le blesse à l'œil mais se casse la main lors de l'incident. Le scandale est énorme aux États-Unis à une époque où Tyson est poursuivi par la presse. S'ensuivra un premier procès en 1988 où il sera condamné à six mois de prison avec sursis et deux ans de mise à l'épreuve. Tyson fera appel et sera acquitté mais Mitch Green le poursuivra au civil pour lui réclamer 25 millions de dollars de dommages et intérêts. En 1997, il percevra 45 000 dollars, la cour estimant qu'il avait provoqué la bagarre.

### Suite de carrière
Après sa défaite contre Tyson, il ne boxe plus, n'arrivant pas à organiser son retour à cause d'une vie dissolue. Il fait plus parler de lui dans la rubrique faits divers que dans le sport et est arrêté une cinquantaine de fois pour conduite en état d'ivresse, possession de drogue, agression, coups et blessures, etc.
Il finit quand même par faire son retour en 1993 contre un faire valoir du nom de Bruce Johnson (8 victoires 22 défaites). Mais estimant qu'il était sous-payé pour le combat, il exprime sa protestation et ne lutte pas. Le combat est arrêté au troisième round par l'arbitre excédé par le comportement de Green. 14 mois plus tard, il rate une nouvelle fois son retour contre l'espoir Melvin Foster (invaincu en 14 combats). Il a 37 ans. Il finit par gagner un combat aux points contre deux faire valoir Lou Turchiarelli et Mike Dixon en 1995 et 1998 mais le deuxième résultat est annulé car Green était dopé. Toujours en 1998, il perd deux autres combats contre Miguel Otero et Brian Nix. Puis plus rien jusqu'en 2002, année où il affronte et bat Danny Wofford.
En 2005, à 48 ans, il revient mettre KO un autre faire valoir des rings portant son palmarès à 19 victoires et 6 défaites.

## Cas Mitch Green
Mitch Green restera comme un boxeur capable de se retrouver dans les dix premiers mondiaux et de gâcher son potentiel dans la drogue, les bagarres et les absences trop longues. Entre 1980 et 1986, il compte 16 victoires pour 2 défaites puis de 1993 à 2005, il ne dispute que huit combats pour 3 victoires, 4 défaites et 2 match nuls. Sa brouille avec Tyson l'a fortement médiatisé.